# ایست آیلزلی
ایست آیلزلی (به انگلیسی: East Ilsley) یک روستا و محله مدنی در بریتانیا است که در بارکشر غربی واقع شده‌است. ایست آیلزلی ۱۵٫۰۲ کیلومتر مربع مساحت و ۱٬۵۷۱ نفر جمعیت دارد.